# Schrumpfgermane
Schrumpfgermane ist eine ab 1926 umgangssprachlich abschätzige Bezeichnung für einen kleinwüchsigen Deutschen, besonders in der Zeit des Nationalsozialismus. Dieser Ausdruck wird vereinzelt noch gebraucht. Er nahm Bezug auf den NS-Rassenwahn, der den germanischen oder nordischen Idealtypus („groß, schlank, blond und blauäugig“) herausstellte.
Zur Zeit des Nationalsozialismus wurde Adolf Hitlers Reichspropagandaminister Joseph Goebbels aufgrund seiner Behinderung – er hatte einen Klumpfuß – und seiner relativ geringen Körpergröße von Gegnern des NS-Systems, aber auch von Rivalen in den eigenen Reihen, spöttisch „nachgedunkelter Schrumpfgermane“ genannt. Der Diplomat Hans-Otto Meissner gab in seinen Memoiren an, dass seines Erachtens sein Freund Ernst Hanfstaengl der Erste gewesen sei, der die Wendung mit Bezug auf Goebbels geprägt habe.
Eine zärtliche Umdeutung erhielt der Begriff durch die 1968er Generation, als Hanns Dieter Hüsch „Schrumpfgermane“ als liebevolle Bezeichnung für ein deutsches Baby einführte. Im Wiegenlied in seinem Programm Das Wort zum Montag von 1968 heißt es: „Du kleiner Schrumpfgermane, du“. Auch diese Wortverwendung wird noch, neben der Verwendung als Schimpfwort oder abschätzige Bezeichnung, praktiziert. 

## Verwendungsbeispiele
- Hermann Vinke reflektiert Goebbels in seinem Buch Das dritte Reich (ausgezeichnet mit dem Literaturpreis LUCHS) als Schrumpfgermanen.
- In seinem Werk Wie Hitler den deutschen Geist zerstörte: Kulturpolitik im Dritten Reich schreibt Hermann Glaser über Goebbels: Der Schrumpfgermane als Demagoge.
- In dem Theaterstück Das Alte Land (1985) des Dramatikers Klaus Pohl kommt die Figur Schrumpfgermane vor.
- In der ersten Sitzung des Bundestages am 25. März 2025 bezeichnete AfD-Vize Stephan Brandner die Fraktionen von SPD und Grünen als „Schrumpfgermanen“.[3][4]